# كريسكن
كريسكن المذهل (بالإنجليزية: The Amazing Kreskin)‏ (ولد في 12 يناير 1935) واسمه الأصلي جورج جوزيف كريسج (بالإنجليزية: George Joseph Kresge)‏، هو ساحر استعراضي اكتسب شهرةً واسعة في تلفاز أمريكا الشمالية في فترة السبعينيات من القرن العشرين. وقد استوحى أعماله من الرسوم الهزلية الشهيرة بعنوان «الساحر ماندراك» (بالإنجليزية: Mandrake the Magician)‏ من تأليف لي فالك، حيث كانت الشخصية الرئيسية هو ساحر مسرحي يحارب الجريمة.

## النشأة
ولد جورج جوزيف كريسج في مونتكلير، نيوجيرسي من والدين ينحدران من أصول بولندية وإيطالية.

## المهنة
من عام 1970 حتى 1975، كان يُذاع مسلسل كريسكن التليفزيوني «عالم كريسكن المذهل» (بالإنجليزية: The Amazing World of Kreskin)‏ في جميع أنحاء كندا على سي تي في ووُزِّع في اتحاد البث التليفزيوني في الولايات المتحدة. أُنتج المسلسل في أوتاوا وأونتاريو في استوديوهات سي جيه أو إتش - تي في (CJOH-TV). أُنتجت مجموعة أخرى من الحلقات في عام 1975، عرفت باسم «استعراض كريسكن الجديد» (بالإنجليزية: The New Kreskin Show)‏. ظهر 61 مرة في «ذا تونايت شو» (بالإنجليزية: The Tonight Show)‏ بين أعوام 1970 حتى 1980. وعاد للأضواء مرة أخرى في فترة الثمانينيات والتسعينيات من خلال الظهور المتكرر في «ليت نايت مع ديفيد ليترمان» (بالإنجليزية: Late Night with David Letterman)‏.
استمر يقدم استعراضاته بحيوية، وظهر بانتظام في ويبكس (WPIX) في مدينة نيويورك وعلى قناتي فوكس نيوز وسي إن إن ليعطي تنبؤاته للعام الجديد في رأس السنة الميلادية. ومن ضمن حيله الشهيرة هو العثور على شيك المبلغ الخاص بأجره عن هذا الأداء؛ حيث كان يطلب من الجمهور إخفاؤه بينما يكون بعيدًا عن خشبة المسرح وفي معزل عن أفراد الجمهور الآخرين. وبينما كان ينجح في العثور على الشيك في معظم الأحوال، فقد فشل في العثور عليه في تسع مرات.
على الرغم من قدرة كريسكن على «التنبؤ»، فلم يزعم بقدرته على القيام بالأفعال الخارقة للعادة أو أن لديه قوى العرافين، ولم يتمنى يومًا أن يصبح «وسيطا روحيا». وقد أعطى دروسًا لبعض الأشخاص عن أساليب الشعوذة، «مركزًا فيها على الأساليب النفسية مثل الهرولة لفاقدي الذاكرة عن طريق أساليب الاسترخاء أو كشف الكذب عن طريق لغة الجسد وتغيرات الصوت».

## النقد
في عام 2002، تنبأ كريسكن بظهور مخلوق غريب ضخم في لاس فيغاس، نيفادا في 6 يونيو في الفترة ما بين الساعة 9:45 مساءً ومنتصف الليل وسيشهد ذلك آلاف من البشر. صرح أيضًا بأنه في حالة عدم ظهور أي شيء، سيتبرع بمبلغ 50,000 دولار للمؤسسات الخيرية. في مساء تلك الليلة نزل مئات من الأشخاص ولم يظهر أي شيء بعد. في 8 يونيو، ظهر كريسكن في الجزء الأول من البرنامج الحواري الإذاعي «كوست تو كوست أيه إم» (بالإنجليزية: Coast to Coast AM)‏، إذ استضافه أرت بيل ليشرح ملابسات الموقف. قرأ بيل الخبر الصحفي المنشور الذي يوضح أن: «التنبؤ بظهور المخلوق كان كذبة كبيرة ليثبت تفاعل الجمهور مع التنبؤات المنشورة حول أحداث 11 سبتمبر 2001». أبدى كريسكن قلقه من قدرة الإرهابيين، الذين يتمتعون بمهارات السحر المشابهة لمهاراته، على القيام بحيل مماثلة تنطوي في ثنياتها على أحداث أكثر سوءًا. صرح بأن التوقع بالظهور لم يكن إلا مجرد «تجربة». عندما سُئل عن مبلغ الخمسين ألف دولار التي صرح بالتبرع بها قبل ذلك، زعم كريسكن أن هناك بالفعل رؤية في هذه الليلة قائلًا: كان من المفترض ظهور أجرام سماوية خضراء متوهجة في السماء قبيل منتصف الليل وأخبر بذلك مشاهدي الحدث بعد مغادرة أطقم تصوير الأخبار لمكان الحدث. وبناءً على التقرير الوارد عن المشاهدين لذلك، قال كريسكن أن توقعه كان في محله وبذلك لا يُجبر على دفع المبلغ الذي صرح به قبل ذلك. أثار هذا التصريح غضب آرت بيل، ورأى أن ذلك لم يكن إلا مجرد دعاية من جانب كريسكن، ويلزم منع كريسكن من عروضه بطريقة رسمية.
رجوعًا للعدد الصادر من الصحيفة في يناير 1973، والحديث الصحفي المسجل مع كريسكن الذي أشار فيه إلى إمكانية حدوث هذه الحيلة ووجود خطر جنون الجماهير بوجه عام:
يدرك كريسكن فوائد التنويم المغناطيسي ومخاطره ويدعي أمام مائتي شخص من الجمهور، "أنه باستطاعته جعلهم مثل الصحون الطائرة. وجمع نفس الحشد في تايم سكوير Time Square في مساء دافئ ويجعلهم يصرخون من "النيران."

يقول كريسكن، أن هتلر استخدم أساليب تنويمية في خطبه؛ ويشهد على ذلك الاستعراضات العسكرية بالمشاعل والطرق بالطبول بنغمة حزينة.

يقول كريسكن «باستخدام مبدأ الاقتراح، ليس في استطاعتي إجبار أي شخص على عمل شيء لا يرغب فيه. ولكن يختلف الأمر عند حضور حشد كبير من المشاهدين» «لم يتوصل علماء النفس إلى السبب حتى الآن، ولكن إلى حد ما تنخفض الأخلاق وتنعدم المسئولية.»

«إذا لم يكتب لي القدر طول العمر للسنة التالية، فكل ما آمله هو تعليمكم كيف تندهشون.»

## وصلات خارجية
- الموقع الرسمي
- كريسكن على موقع IMDb (الإنجليزية)
- كريسكن على موقع ميوزك برينز (الإنجليزية)
- كريسكن على موقع إن إن دي بي (الإنجليزية)
- كريسكن على موقع ديسكوغز (الإنجليزية)
- كريسكن على موقع قاعدة بيانات الفيلم (الإنجليزية)